# Koritno, Oplotnica
Koritno je razloženo naselje samotnih kmetij v Občini Oplotnica.
Naselje med potokoma Oplotniščico in Božjenico se nahaja na koncu Južnopohorskega tonalitskega izrastka, severno nad Oplotnico. V gručastem jedru stoji  podružnična cerkev sv. Miklavža, ki se v starih listinah prvič omenja 1391 in sodi med zapoznele primerke romanske arhitekturne tradicije. Jedro prvotne stavbe iz 14. stoletja sestavljata pravokotna ladja z ravnim stropom in kvadratni prezbiterij s križno rebrastim obokom; kasneje so prizidali zvonik in podaljšali ladjo ter ji dodali lopo, ki pa so jo kasneje podrli.